# Dejan Borovnjak
Dejan Borovnjak (in serbo Дејан Боровњак?; Tenin, 1º aprile 1986) è un ex cestista serbo.
È il fratello di Saša, a sua volta cestista.

## Carriera
Con la Serbia universitaria ha disputato due edizioni delle Universiadi (Bangkok 2007, Belgrado 2009).

## Palmarès
- YUBA liga: 2

Partizan Belgrado: 2004-05, 2005-06
- Campionato serbo: 2

Partizan Belgrado: 2006-07, 2007-08
- Campionato polacco: 2

Zielona Góra: 2012-13, 2015-16
- Coppa di Serbia: 1

Partizan Belgrado: 2008
- Coppa di Romania: 1

CSO Voluntari: 2021
- Supercoppa polacca: 1

Zielona Góra: 2015
- Lega Adriatica: 2

Partizan Belgrado: 2006-07, 2007-08
- Coppa Italia di Legadue: 1

Brindisi: 2012